# Berglsteiner See

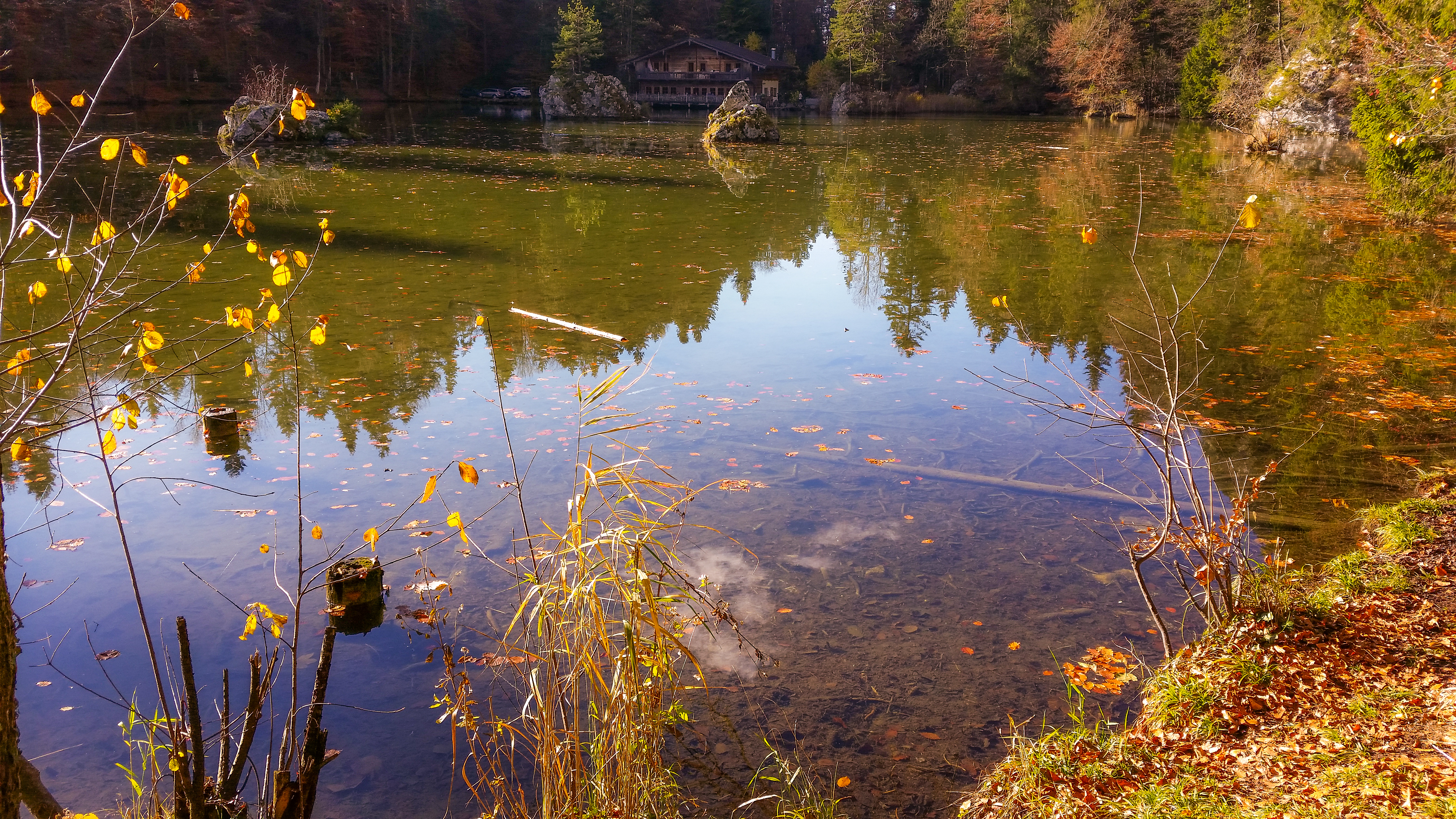
Berglsteiner See im Herbst

Der Berglsteiner See ist ein 2,36 Hektar großer See im Tiroler Bezirk Kufstein nahe Kramsach im Gemeindegebiet von Breitenbach am Inn in Österreich.
Er liegt auf 713 m Höhe in einer Mulde am Südabhang des Voldöppbergs. Die Maximaltiefe des Sees beträgt lediglich zwei Meter. Der Berglsteiner See wird als Badesee genutzt, an seinem Ufer ist eine Gaststätte, die aktuell (Oktober 2021) geöffnet ist. Die Zufahrt ist nur mit Fahrrädern gestattet.
Der See wurde 1928 zum Naturdenkmal (Listeneintrag) erklärt.